# Toudon
Toudon település Franciaországban, Alpes-Maritimes megyében. Lakosainak száma 353 fő (2022. január 1.). Toudon Les Ferres, Gilette, Malaussène, Pierrefeu és Tourette-du-Château községekkel határos.

## Népesség
A település népessége az elmúlt években az alábbi módon változott:
| Lakosok száma | 170  | 117  | 148  | 262  | 322  | 332  | 344  | 347  | 348  | 353  |
|               | 1968 | 1982 | 1990 | 2006 | 2013 | 2015 | 2017 | 2019 | 2020 | 2022 |